# Anitah Alube
Anitah Bushuru Alube (* 20. Oktober 1985) ist eine kenianische Badmintonspielerin.

## Karriere
Bei den Kenya International 2008 belegte sie Rang drei im Mixed mit Patrick Kinyua.
Anitah Alube startete 2010 bei den Commonwealth Games. Sie war dort in allen vier möglichen Disziplinen am Start, schied jedoch jeweils in der Vorrunde aus.